# Anne-Wil Lucas
Anne-Wil Lucas (Warnsveld, 10 de enero de 1975) es una política neerlandesa que actualmente ocupa un escaño en la Segunda Cámara de los Estados Generales desde el 17 de junio de 2010 por el Partido Popular por la Libertad y la Democracia (Volkspartij voor Vrijheid en Democratie, VVD).

## Biografía
Lucas realizó sus estudios secundarios en el Colegio Isendoorn, en Warnsveld, y estudió Planeamiento urbanístico en la Universidad de Wageningen. Tras finalizar sus estudios, trabajó como abogada y asesora del Concejo y la Alcaldía de Natuurmonumenten. Desde 2003 a 2006 militó en la fracción del VVD en eel Consejo Provincial de Friesland.
Durante sus estudios en Wageningen entró en contacto con la política, primero como militante y luego como presidente del Comité de Agricultura de la Jongerenorganisatie Vrijheid en Democratie (JOVD). Realizó actividades políticas para la facción estatal del VVD en Frisia y fue miembro del Concejo del Opsterland por el mismo partido. En las elecciones parlamentarias de 2010, fue elegida miembro del parlamento.